# Lisle Austin
Lisle Austin (26 de abril de 1936 - 5 de diciembre de 2021) fue un político y administrador deportivo barbadense.

## Trayectoria
Fue presidente de la Asociación de Fútbol de Barbados y fue presidente interino de la Concacaf del 30 de mayo de 2011 al 3 de junio de 2011. 

### Controversias
El día de su nombramiento, intentó remover a Chuck Blazer de su cargo de secretario general de Concacaf, aunque ese mismo día fue informado que carecía de autoridad para ello por el Comité Ejecutivo. En respuesta, Austin dijo que el Artículo 29 de los Estatutos de la Concacaf establecen que el presidente de la Concacaf es el representante de la Confederación de manera judicial o extrajudicial, por lo tanto tenía la autoridad para despedir al Secretario general. El Comité, por su parte dijo que el Artículo 28 (c) de los mismos estatutos establecen que es el Comité Ejecutivo quien tiene la responsabilidad de nombrar al Secretario general.
Con apoyo de cuatro integrantes del comité ejecutivo de Concacaf: Justino Compeán (vicepresidente de la zona norte y Presidente de la Federación Mexicana de Fútbol), Ariel Alvarado (representante de la zona central y Presidente de la Federación Panameña de Fútbol), el estadounidense Sunil Gulati (representante de la zona norte y Presidente de la Federación de Fútbol de los Estados Unidos) y Alfredo Hawit, (vicepresidente por Centroamérica y secretario de la Federación Nacional Autónoma de Fútbol de Honduras), Austin fue separado de sus funciones por "violación de los estatutos de Concacaf y de la FIFA", además de "no cumplir con regulaciones inherentes al código de ética y deberes correspondientes a su cargo". En su lugar, fue nombrado Hawit.